# Неорно земеделие
Неорното или безорното земеделие (наричано понякога и Но-тил или Ноу-тил технология, от английското No-till farming) е вид земеделие, при което не се прави обработка на почвата. Обикновено при Безорното земеделие културата се засява директно в остатъците от предишната култура или специална Покривна култура (най-често микс от култури, които обогатяват Почвата и потискат плевелите), които служат като покривка (мулч). Към 2007 г. около 124 милиона хектара са били обработвани по този начин. Ръстът на Безорното земеделие се основава на намаляването на разходите за гориво, труд, както и на факта, че Почвата спира да деградира и започва да се подобрява нейното плодородие и здраве, което пък води до по-малко болести и неприятели. Трудното при този вид земеделие е, че трябва повече да се натрупа повече информация. Обмяната на опит между колегите и експериментите в стопанството са ключови. Ползите са изключително много, както финансови така и екологични, заради това все повече земеделски стопани (зърнопроизводители, зеленчукопроизводители, овощари, животновъди и т.н.) започват да прилагат този метод .